# Alzatea
Alzatea verticillata — невелике квітуче дерево, яке походить з Неотропіків. Мешкає у вологих підгірських лісах від Коста-Рики та Панами в Центральній Америці на південь до Перу та Болівії в тропічній частині Південної Америки. Це єдиний вид роду Alzatea і родини Alzateaceae.

## Опис
Alzatea verticillata має супротивні, оберненояйцеподібні або еліптичні листя. Його квітки актиноморфні, двостатеві, без віночка. Квітки та плоди подібні до Myrtaceae, але зав’язь вища. Плід — локуліцидна коробочка.
Найближчі родичі Alzatea перебувають в родинах Penaeaceae, Oliniaceae, Rhynchocalycaceae південної Африки.